# Agència de Cooperació dels Reguladors de l'Energia
L'Agència per a la Cooperació dels Reguladors de l'Energia (ACER, en les seves sigles en anglès) és una Agència de la Unió Europea creada sota el marc del Tercer Paquet d'Energia de l'UE el 2009. Es va establir el 2010 i té la seva seu a Ljubljana, Eslovènia.
La base per a l'establiment de l'ACER és el Reglament 713/2009 del Parlament Europeu i del Consell, de 13 de juliol de 2009. El reglament descriu l'establiment i l'estàtus jurídic, les tasques, l'organització i les disposicions financeres. Va ser restablert el 2019 per la Directiva (UE) 2019/942.
L'ACER és la segona organització intergovernamental en establirse a Eslovènia. El primer va ser el Centre Internacional de Promoció d'Empreses (ICPE, en les seves sigles en anglès).

## Funcions
L'Agència:
- Complementa i coordina el treball de les autoritats reguladores nacionals.
- Participa en la creació de normes de la xarxa europea.
- Pren, en determinades condicions, decisions individuals vinculants sobre els termes i les condicions d'accés i seguretat operativa de la infraestructura transfronterera.
- Ofereix assessorament sobre diferents temes relacionats amb l'energia a les institucions europees.
- Supervisa i informa l'evolució dels mercats energètics europeus, principalment en el marc del Reglament sobre la transparència i la integritat del mercat de l'energia a l'engròs (REMIT).

L'Agència va actualitzar les seves directrius REMIT el maig de 2021.